# Spiraea prunifolia
Spiraea prunifolia là loài thực vật có hoa trong họ Hoa hồng. Loài này được Siebold & Zucc. miêu tả khoa học đầu tiên năm 1835.

## Hình ảnh

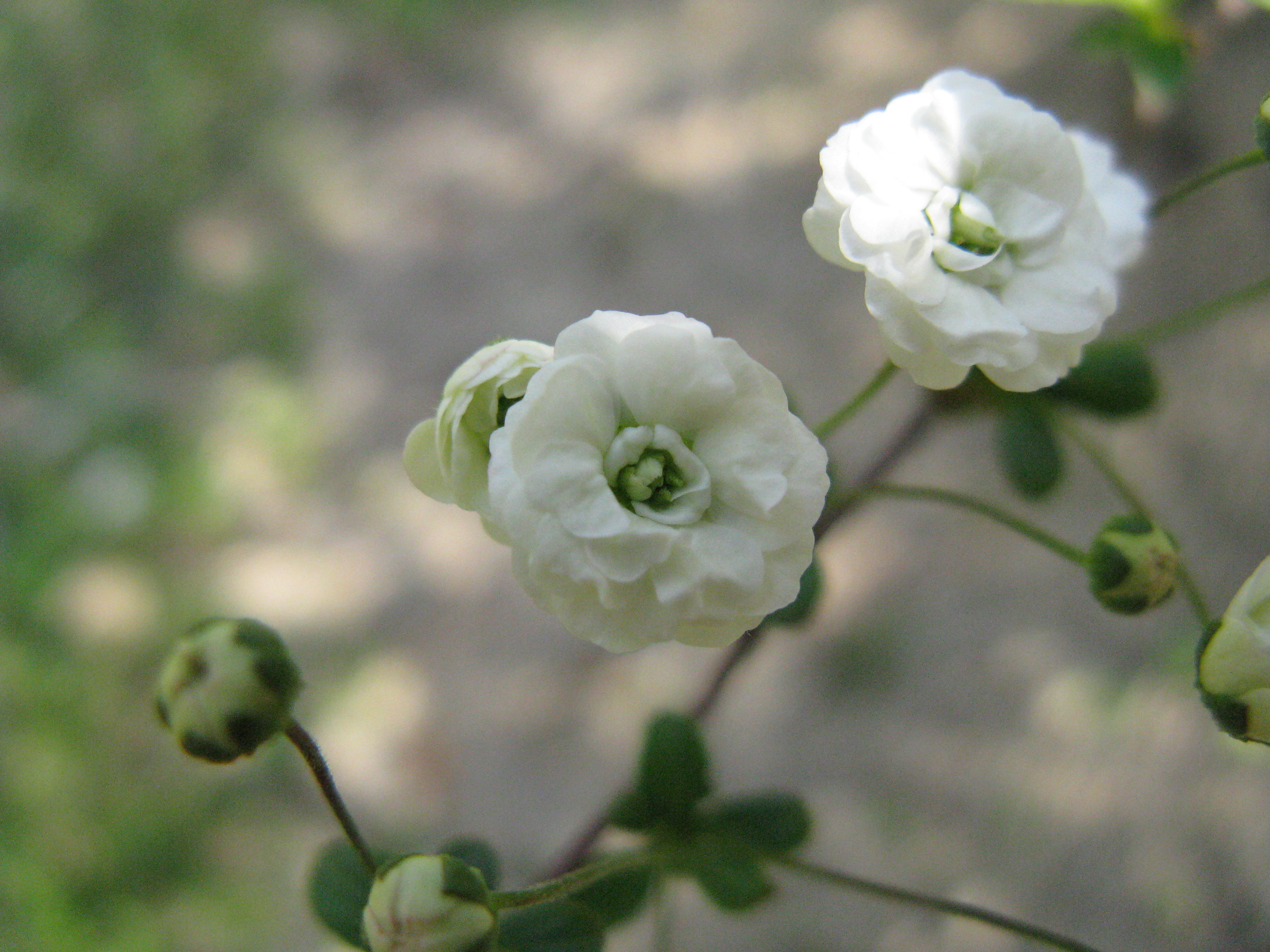
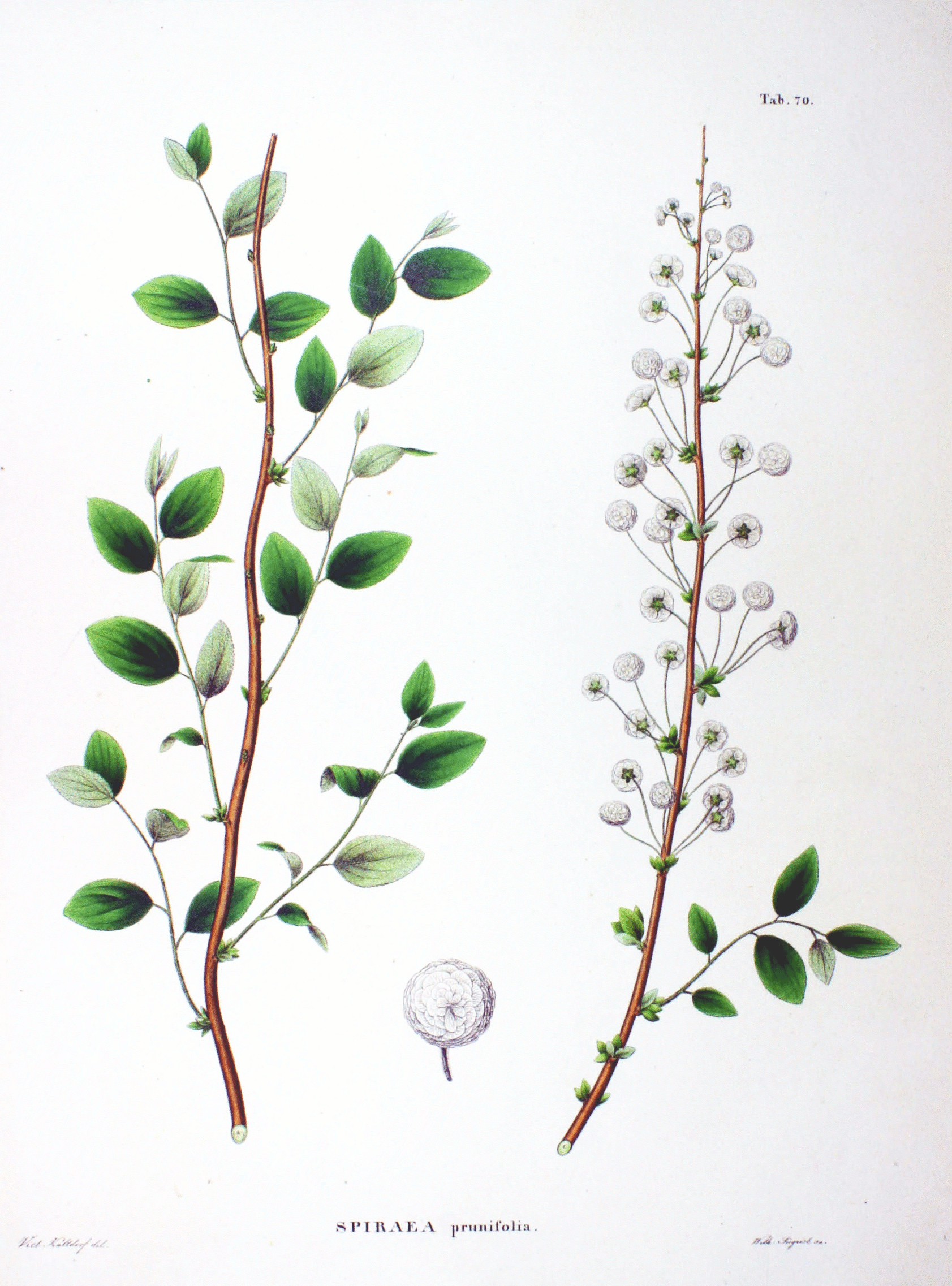
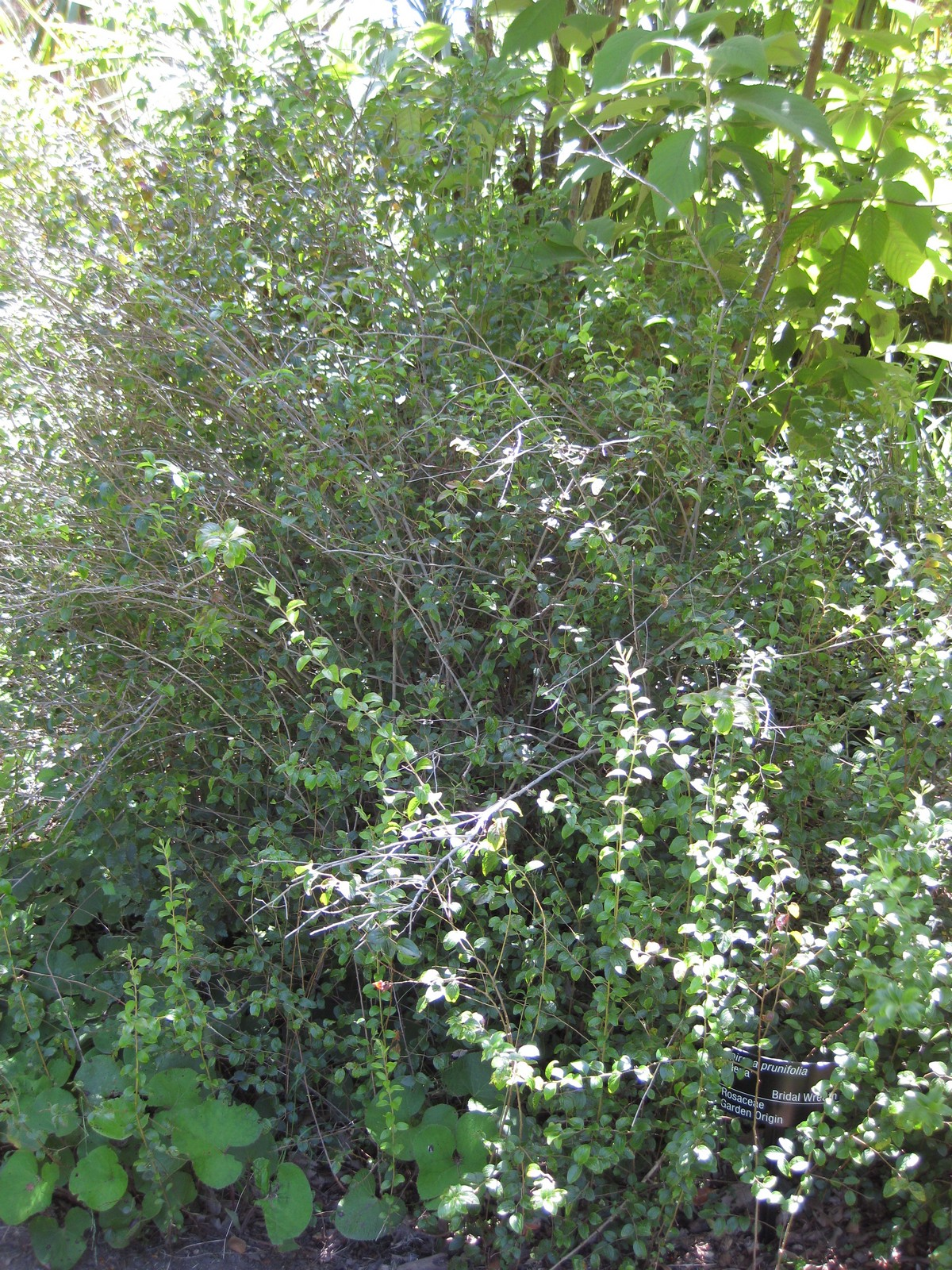
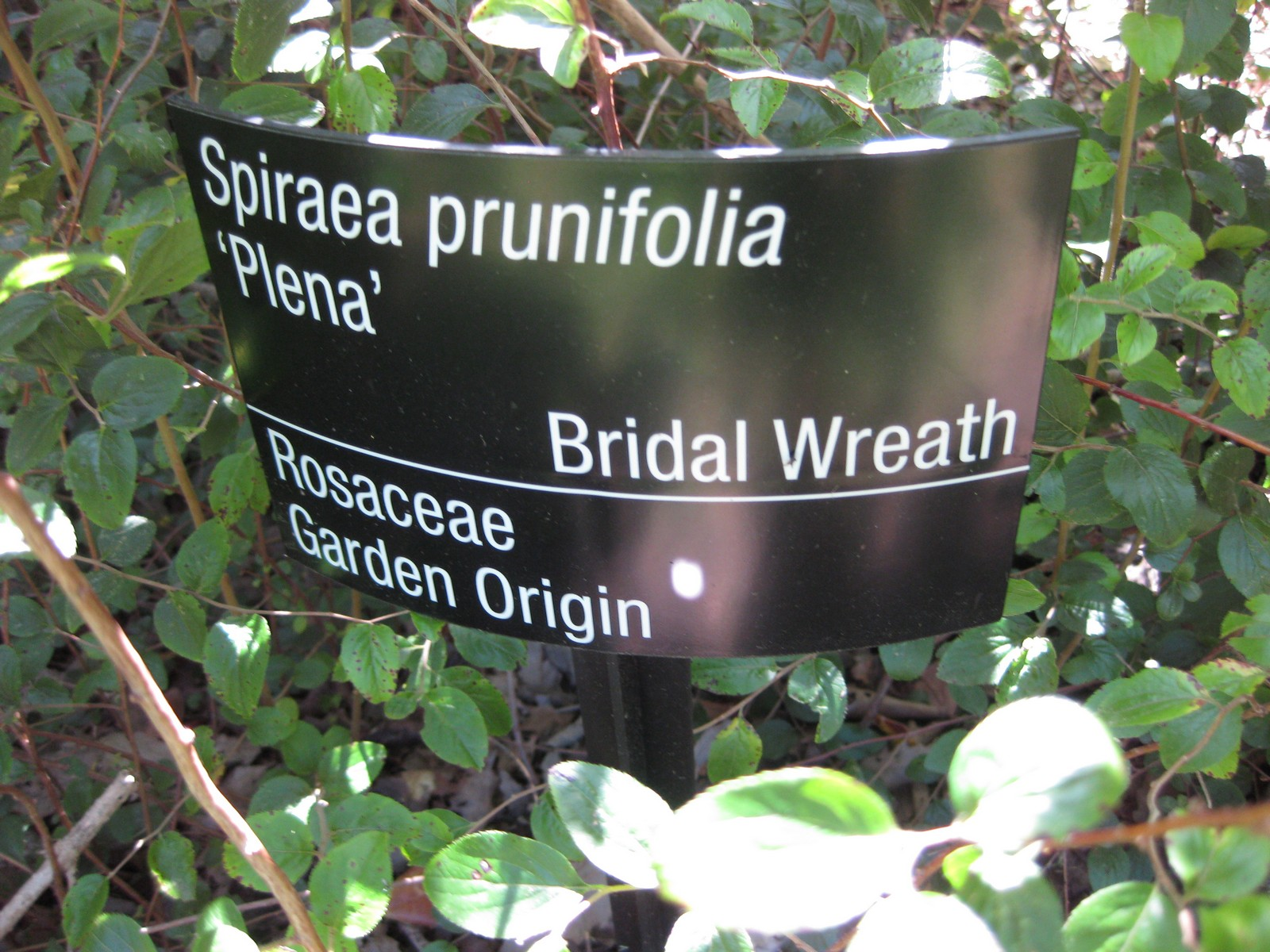